# Піві-малюк світлогорлий
Піві-малюк світлогорлий (Empidonax albigularis) — вид горобцеподібних птахів родини тиранових (Tyrannidae). Мешкає в Мексиці і Центральній Америці.

## Підвиди
Виділяють три підвиди:

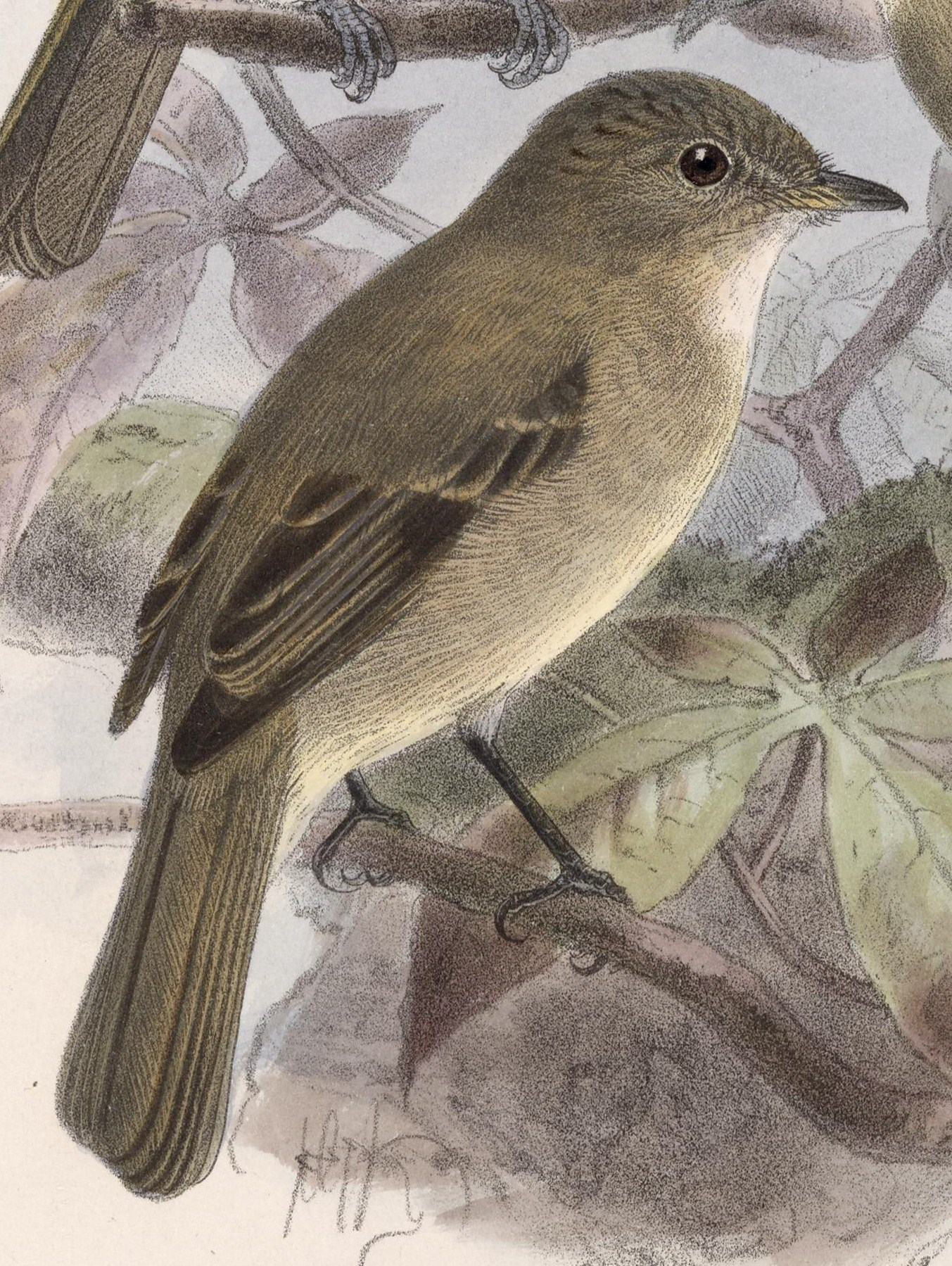
Світлогорлий піві-малюк

- E. a. timidus Nelson, 1900 — північно-західна Мексика;
- E. a. albigularis Sclater, PL & Salvin, 1859 — від східної Мексики до Нікарагуа;
- E. a. australis Miller, W & Griscom, 1925 — від Нікарагуа до західної Панами (Чирикі).

## Поширення і екологія
Світлогорлі піві-малюки гніздяться в горах Мексиці і Центральної Америки, на луках, порослих чагарниками, в соснових рідколіссях, поблизу річок і струмків, на висоті від 900 до 3000 м над рівнем моря. Взимку вони мігрують в долини, де зимують на вологих і заплавиних луках, в чагарникових і очеретяних заростях. Частина популяцій центральної Мексики є осілими. Світлогорлі піві-малюки живляться комахами та іншими дрібними безхребетними